# Живадиновић
Живадиновић је српско презиме настало од мушког имена Живадин. Може се односити на следеће особе:
- Милан Живадиновић (1944–2021), фудбалски менаџер
- Милана Живадиновић (1991), кошаркашица
- Предраг Живадиновић (1983), фудбалер